# Ґаллант (Алабама)
Ґаллант (англ. Gallant) — переписна місцевість (CDP) в США, в окрузі Етова штату Алабама. Населення — 869 осіб (2020).

## Географія
Ґаллант розташований за координатами 34°0′5″ пн. ш. 86°13′49″ зх. д. / 34.00139° пн. ш. 86.23028° зх. д. (34.001318, -86.230179).  За даними Бюро перепису населення США в 2010 році переписна місцевість мала площу 37,38 км², з яких 37,25 км² — суходіл та 0,13 км² — водойми.

## Демографія
Згідно з переписом 2010 року, у переписній місцевості мешкало 855 осіб у 331 домогосподарстві у складі 248 родин. Густота населення становила 23 особи/км².  Було 370 помешкань (10/км²).
Расовий склад населення:
| - 96,7 % — білих - 0,6 % — корінних американців - 0,2 % — чорних або афроамериканців |

До двох чи більше рас належало 2,0 %. Частка іспаномовних становила 1,6 % від усіх жителів.
За віковим діапазоном населення розподілялося таким чином: 22,3 % — особи молодші 18 років, 62,4 % — особи у віці 18—64 років, 15,3 % — особи у віці 65 років та старші. Медіана віку мешканця становила 39,4 року. На 100 осіб жіночої статі у переписній місцевості припадало 104,5 чоловіків;  на 100 жінок у віці від 18 років та старших — 103,7 чоловіків також старших 18 років.
Середній дохід на одне домашнє господарство  становив 53 266 доларів США (медіана — 45 859), а середній дохід на одну сім'ю — 69 368 доларів (медіана — 65 938). За межею бідності перебувало 3,9 % осіб, у тому числі 9,4 % дітей у віці до 18 років та 0,0 % осіб у віці 65 років та старших.
Цивільне працевлаштоване населення становило 353 особи. Основні галузі зайнятості: освіта, охорона здоров'я та соціальна допомога — 29,7 %, сільське господарство, лісництво, риболовля — 14,7 %, виробництво — 10,8 %, науковці, спеціалісти, менеджери — 9,1 %.